# Thyridosmylus punctulatus
Thyridosmylus punctulatus är en insektsart som först beskrevs av Luisa Eugenia Navas 1933.  Thyridosmylus punctulatus ingår i släktet Thyridosmylus och familjen vattenrovsländor. Inga underarter finns listade i Catalogue of Life.